# 메카로
메카로(Mecaro)는 대한민국의 반도체 소재·부품 기업이다. 사명인 메카로는 메카로닉스(mecharonics)의 줄임말인 ‘메카’와 한자 ‘길 로(路)’자를 합친 말이다본사는 경기도 평택시 산단로121번길 89에 위치해 있으며 대표이사는 이재정이다.

## 역사
2005년 솔믹스(현 SKC솔믹스) 자회사로 편입되었고 솔믹스가 SKC에 매각되자 현 대표이사가 SKC로부터 메카로의 지분을 인수해 분리 및 독립하였다

## 상장
2017년 12월 6일에 주관사를 한국투자증권으로 공모가 33,000원에 상장하였다.

## 참고문헌
1. ↑  전명훈, 반도체 부품업체 '메카로', 다음달 코스닥 상장, 연합뉴스 , 2017년 11월 16일
2. ↑  이선목, 공모주 현장답사-메카로 "반도체, 4차산업혁명 수혜...10년 갈것", 조선비즈, 2017년 12월 6일
3. ↑  메카로, 전구체 사업 매각 '현금 1000억' 쌓았다, 더벨, 2023년 1월 6일
4. ↑  메카로, 주총서 전구체 자회사 '엠케미칼' 분할안 통과, 뉴스핌, 2022년 9월 29일
5. ↑  '부가가치 6배' 세라믹 히터블록 양산하는 메카로, 한국산업포스트, 2022년 8월 24일
6. ↑  김도현, 메카로 "반도체 체온유지 맡겨주세요", 디지털데일리, 2020년 11월 22일